# Mirchi
 Mirchi, ou Lalmirchi, est un petit piment fort, de couleur verte ou rouge.

## Cuisine
Le  Mirchi est fort utilisé frais ou séché et en poudre pour les curries et les chutneys. Frais et haché, il entre dans des curries verts,.

## Médecine
Mirchi figure parmi les remèdes contre les troubles digestifs et la paralysie.